# Moncé-en-Belin
 Moncé-en-Belin  es una población y comuna francesa, situada en la región de Países del Loira, departamento de Sarthe, en el distrito de Le Mans y cantón de Écommoy.

## Demografía
| 1119 | 1205 | 1688 | 2056 | 2257 | 2463 |
| Para los censos de 1962 a 1999 la población legal corresponde a la población sin duplicidades (Fuente: INSEE [Consultar]) |      |      |      |      |      |